# As Long as You Love Me (canción de Caleb Johnson)
«As Long as You Love Me» —en español: «Mientras me ames»— es el sencillo debut del cantante de rock y ganador de la décima tercera temporada del reality estadounidense American Idol, Caleb Johnson. La canción fue escrita por el líder de la banda The Darkness, Justin Hawkins en 2010 y servirá como una pista adicional en el álbum debut próximo a ser lanzado, Testify. La canción alcanzó el Billboard Hot 100 siendo el primer ganador de American Idol en hacerlo. 